# Nobuyasu Ikeda
Nobuyasu Ikeda (jap. 池田 伸康, Ikeda Nobuyasu; * 18. Mai 1970 in der Präfektur Saitama) ist ein ehemaliger japanischer Fußballspieler.

## Karriere
Ikeda erlernte das Fußballspielen in der Schulmannschaft der Teikyo High School und der Universitätsmannschaft der Waseda-Universität. Seinen ersten Vertrag unterschrieb er 1993 bei den Urawa Red Diamonds. Der Verein spielte in der höchsten Liga des Landes, der J1 League. Für den Verein absolvierte er 107 Erstligaspiele. 2000 wechselte er zum Ligakonkurrenten Kawasaki Frontale. 2001 wechselte er zum Zweitligisten Mito Hollyhock. Für den Verein absolvierte er 29 Spiele. Ende 2002 beendete er seine Karriere als Fußballspieler.

## Erfolge
Kawasaki Frontale
- J.League Cup

Finalist: 2000